# Episteme macrosema
Episteme macrosema là một loài bướm đêm trong họ Noctuidae.